# WTA Granby
Das WTA Granby (offiziell: Championnats Banque Nationale de Granby) ist ein Tennisturnier der Kategorie WTA 250 der WTA Tour, das in Granby, Québec erstmals Ende August 2022 ausgetragen wurde.

## Siegerliste

### Einzel
| Jahr               | Siegerin         | Finalgegnerin | Ergebnis |
| ------------------ | ---------------- | ------------- | -------- |
| ↓ Kategorie: 250 ↓ |                  |               |          |
| 2022               | Daria Kassatkina | Daria Saville | 6:4, 6:4 |

### Doppel
| Jahr               | Siegerinnen                    | Finalgegnerinnen                  | Ergebnis         |
| ------------------ | ------------------------------ | --------------------------------- | ---------------- |
| ↓ Kategorie: 250 ↓ |                                |                                   |                  |
| 2022               | Alicia Barnett Olivia Nicholls | Harriet Dart Rosalie van der Hoek | 5:7, 6:3, [10:1] |